# 汉斯·阿克塞尔·冯·费尔森

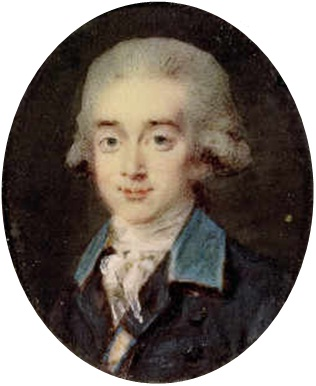
年轻时的汉斯·阿克塞尔·冯·费尔森

汉斯·阿克塞尔·冯·费尔森伯爵（瑞典語：Hans Axel von Fersen，發音：[hɑːns ˈǎksɛl fɔn ˈfæ̌ʂːɛn]；瑞典語發音：[hɑːns ˈǎksɛl fɔn ˈfæ̌ʂːɛn]，1755年9月4日—1810年6月20日；又译菲尔逊），瑞典外交官、军人和政治家，他在法国也被称为阿克塞尔·德·费尔森（法語：Axel de Fersen）。
费尔森曾历任瑞典王国元帅、瑞典皇家陆军骑兵将军等职位。他于1780年担任法国元帅罗尚博伯爵的副官参加美国独立战争；同时他还以作为法国王后玛丽·安托瓦内特的密友而闻名，两人在当时甚至传出过绯闻。费尔森在法国大革命期间曾亲自驾车协助與策劃国王路易十六与玛丽·安托瓦内特一家出逃計畫，他将国王一家平安送抵到邦迪后交给新的接应队伍就逃至比利時。1791年6月22日，国王一家在位于边境的瓦雷讷地区被民众发现并逮捕。

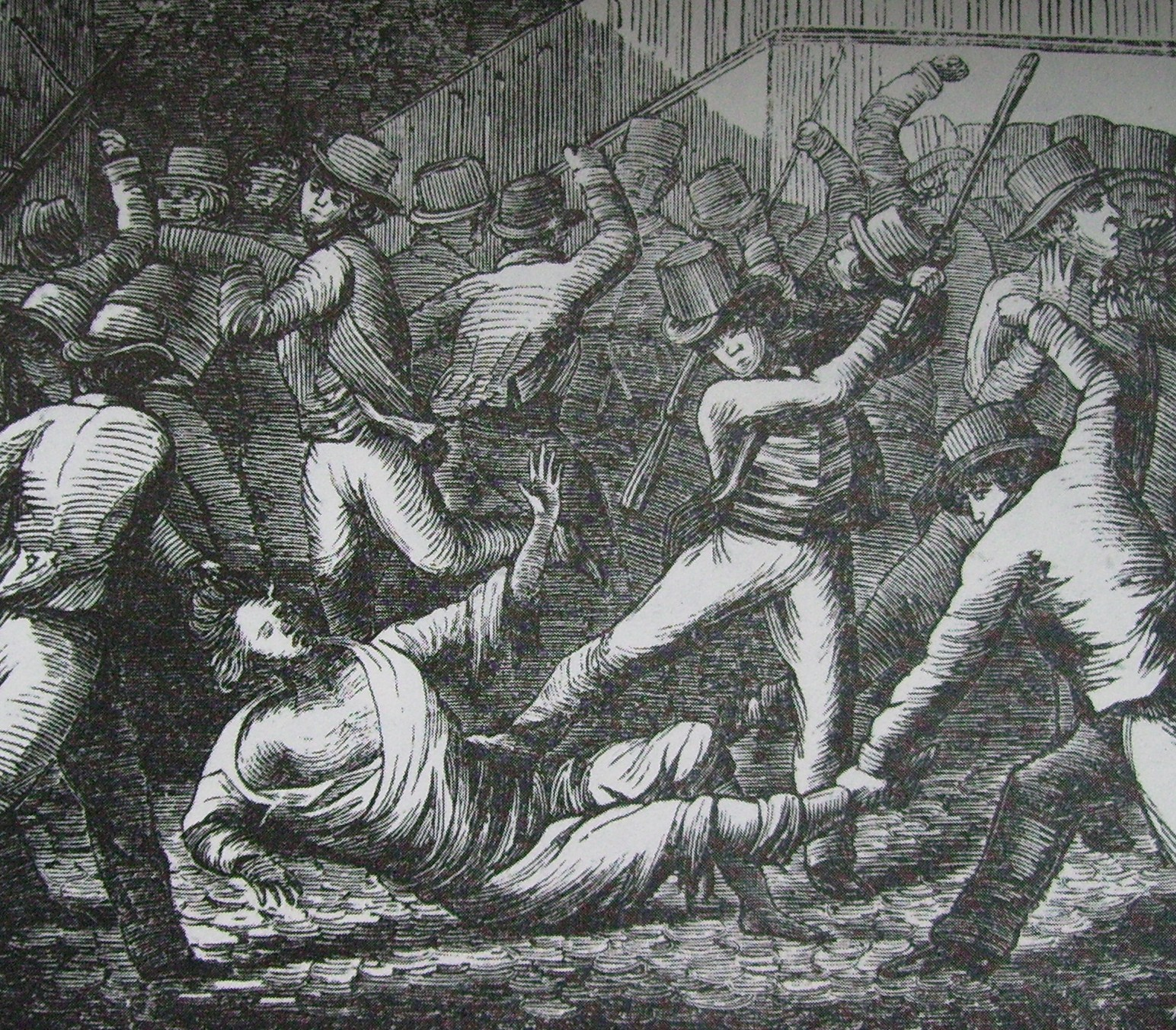
费尔森伯爵被暴徒給杀害（1810年）

1799年他被国王古斯塔夫四世任命为王国领主参与国家执政，但古斯塔夫四世在1809年被废黜之后，瑞典国内随即引发激烈的围绕王位继承的政争。费尔森当时领导一个被称为“古斯塔夫派”政治集团，支持由古斯塔夫的独子继位，并反对当时颇受欢迎的挪威总督克里斯蒂安·奥古斯特成为王储。1810年5月28日，新任的克里斯蒂安·奥古斯特王储在斯科讷检阅部队时，不幸从马上摔下来其后不久便罹患中风逝世；国内盛传着他其实是被前国王古斯塔夫四世的残党所毒害的谣言，费尔森和他的妹妹索菲·皮佩伯爵夫人亦被视为主要嫌疑人，费尔森因此收到过匿名的死亡威胁。1810年6月20日，费尔森在奥古斯特王储的葬礼中突遇民众的暴动，并遭到私刑杀害，享年54岁。

## 文献来源
- Barton, Hildor Arnold. . University of Minnesota Press. 1986. ISBN 978-0-8166-1392-2.
- Barrington, Michael. . C. Richards. 1902  [2022-07-07]. （原始内容存档于2022-04-07）.
- Fraser, Antonia.  1st. New York: N.A. Talese/Doubleday. 2001. ISBN 978-0-385-48948-5.
- Lamballe, Marie Thérèse Louise de Savoie Carignan. . M. Walter Dunne. 1901  [2022-07-07]. （原始内容存档于2021-10-15）.
- von Fersen, Hans Axel. . Wormeley, Katherine Prescott (Translator). Heinemann. 1902.
- Wraxall, Sir Lascelles. . Richard Bentley. 1863  [2022-07-07]. （原始内容存档于2021-10-15）.

### 延伸阅读
- Barton, Hildor Arnold. . Twayne Publishers. 1 January 1975  [2022-07-07]. ISBN 978-0-8057-5363-9. （原始内容存档于2021-10-15）.
- Farr, Evelyn. . Allison & Busby. January 1998  [2022-07-07]. ISBN 978-0-7490-0370-8. （原始内容存档于2021-10-15）.
- Loomis, Stanley. . Doubleday. 1972. ISBN 0931933331.